# Cronologia dello sviluppo dei vaccini umani
Questa è una linea temporale dello sviluppo di vaccini umani profilattici. I primi vaccini possono essere elencati entro il primo anno di sviluppo o test, ma le voci successive di solito mostrano l'anno in cui il vaccino ha completato le prove ed è diventato disponibile sul mercato. Sebbene esistano vaccini per le malattie elencate di seguito, solo il vaiolo è stato eliminato in tutto il mondo. Le altre malattie prevenibili con il vaccino continuano a causare milioni di morti ogni anno. La poliomielite e il morbillo sono gli obiettivi di campagne di eradicazione attive a livello mondiale.

## XVIII secolo
- 1796 – Edward Jenner sviluppa e documenta il primo vaccino contro il vaiolo.[2]

## XIX secolo
- 1880 – Primo vaccino contro il colera sviluppato da Louis Pasteur[3][4]
- 1885 – Primo vaccino contro la rabbia sviluppato da Louis Pasteur e Émile Roux[5][6]
- 1890 – Primo vaccino contro il tetano (siero antitossina) sviluppato da Emil von Behring[7]
- 1896 – Primo vaccino contro la febbre tifoide sviluppato da Almroth Edward Wright, Richard Pfeiffer, e Wilhelm Kolle[8]
- 1897 – Primo vaccino contro la peste bubbonica sviluppato da Waldemar Haffkine
- 1897 – Primo antibiotico contro la febbre tifoide sviluppato da Ernest Duchesne. Fece questa scoperta 32 anni prima che Fleming scoprisse la penicillina, ma la sua ricerca passò inosservata.

## XX secolo
- 1921 – Primo vaccino contro la tubercolosi sviluppato da Albert Calmette e Camille Guérin[9][10]
- 1923 – Primo vaccino contro la difterite sviluppato da Gaston Ramon, Emil von Behring e Kitasato Shibasaburō
- 1924 – Primo vaccino contro la scarlattina sviluppato da George F. Dick e Gladys Dick
- 1924 – Primo vaccino inattivo contro il tetano (tossoide tetanico, TT) sviluppato da Gaston Ramon, C. Zoeller e P. Descombey
- 1926 – Primo vaccino contro la pertosse sviluppato da Leila Denmark
- 1932 – Primo vaccino contro la febbre gialla sviluppato da Max Theiler e Jean Laigret
- 1937 – Primo vaccino contro il tifo esantematico sviluppato da Rudolf Weigl, Ludwik Fleck e Hans Zinsser
- 1937 – Primo vaccino contro l'influenza sviluppato da Anatol Smorodintsev[11]
- 1941 – Primo vaccino contro l'encefalite da zecche
- 1952 – Primo vaccino contro la poliomielite sviluppato da Jonas Salk
- 1954 – Primo vaccino contro l'encefalite giapponese
- 1954 – Primo vaccino contro l'antrace
- 1957 – Primo vaccino contro gli adenovirus 4 e 7
- 1962 – Primo vaccino antipoliomielite orale sviluppato da Albert Bruce Sabin
- 1963 – Primo vaccino contro il morbillo
- 1967 – Primo vaccino contro la parotite
- 1970 – Primo vaccino contro la rosolia
- 1977 – Primo vaccino contro la polmonite da Streptococcus pneumoniae
- 1978 – Primo vaccino contro la meningite da Neisseria meningitidis
- 1980 – Il vaiolo viene dichiarato eradicato in tutto il mondo grazie ai vaccini
- 1981 – Primo vaccino contro l'epatite B (primo vaccino a colpire una causa di cancro)
- 1984 – Primo vaccino contro la varicella
- 1985 – Primo vaccino contro Haemophilus influenzae di tipo B
- 1989 – Primo vaccino contro la febbre Q[12]
- 1991 – Primo vaccino contro l'epatite A[13]
- 1998 – Primo vaccino contro la malattia di Lyme
- 1998 – Primo vaccino contro il rotavirus[14]

## XXI secolo
- 2003 – Primo vaccino antinfluenzale nasale approvato negli Stati Uniti (FluMist)
- 2006 – Primo vaccino contro il papillomavirus umano (agente eziologico della quasi totalità delle neoplasie della cervice uterina)
- 2012 – Primo vaccino contro l'epatite E[15]
- 2012 – Primo vaccino antinfluenzale quadrivalente
- 2015 – Primo vaccino contro l'enterovirus 71, una delle cause dell'afta epizootica della mano[16]
- 2015 – Primo vaccino contro la malaria (Mosquirix)[17]
- 2015 – Primo vaccino contro la febbre dengue[18]
- 2019 – Primo vaccino contro l'ebola[19]
- 2020 – Primo vaccino contro la COVID-19 (Tozinameran)